# 1669 Dagmar
1669 Dagmar је астероид главног астероидног појаса. Приближан пречник астероида је 35,78 ,
а средња удаљеност астероида од Сунца износи 3,137 астрономских јединица (АЈ).
Инклинација (нагиб) орбите у односу на раван еклиптике је 0,942 степени, а орбитални период износи 2029,799 дана (5,557 година). Ексцентрицитет орбите астероида износи 0,115.
Апсолутна магнитуда астероида износи 10,97 а геометријски албедо 0,056.
Астероид је откривен 7. септембра 1934. године.